# Lover Boy
Lover Boy to pierwszy album Ariela Pinka wydany w roku 2003 w limitowanym nakładzie jako podwójny album z House Arrest, później wznawiany za pośrednictwem CDBaby w 2006 i przez Gloriette na winylu w 2009 z inną okładką. Jest to szósta część serii Haunted Graffiti. "Credit" i "One on One" zostały później wycięte z tego albumu i dodane do Worn Copy.

## Lista utworów

### wersja oryginalna
1. "Don't Talk To Strangers"
2. "Didn't It Click?"
3. "Credit"
4. "One on One"
5. "She's My Girl"
6. "Poultry Head"
7. "Older Than Her Years"
8. "So Glad"
9. "Want Me"
10. "Loverboy"
11. "Jonathan's Halo"
12. "Hobbies Galore"
13. "I Don't Need Enemies (Holy Sh*t! Single 45)"
14. "Let's Get Married Tonite"
15. "Ghosts"
16. "Phoebus Palast"
17. "Blue Straws"
18. "The Birds They Sing In You"
19. "New Trumpets Of Time"
20. "Doggone (shegone)"

- utwory 16-20 to bonusy

### wersja z 2006
1. "Don't Talk To Strangers"
2. "Didn't It Click?"
3. "She's My Girl"
4. "Poultry Head"
5. "Older Than Her Years"
6. "So Glad"
7. "Want Me"
8. "Loverboy"
9. "Jonathan's Halo"
10. "Hobbies Galore"
11. "I Don't Need Enemies (Holy Sh*t! Single 45)"
12. "Let's Get Married Tonite"
13. "Ghosts"
14. "Phoebus Palast"
15. "Blue Straws"
16. "The Birds They Sing In You"
17. "New Trumpets Of Time"
18. "Doggone (shegone)"
19. "You Are My Angel (Live)"

### wersja z 2009
1. "Don't Talk To Strangers"
2. "Didn't It Click?"
3. "She's My Girl"
4. "Poultry Head"
5. "Older Than Her Years"
6. "So Glad"
7. "Want Me"
8. "Loverboy"
9. "Jonathan's Halo"
10. "Hobbies Galore"
11. "I Don't Need Enemies (Holy Sh*t! Single 45)"
12. "Let's Get Married Tonite"
13. "Ghosts"
14. "Phoebus Palast"
15. "Doggone (shegone)"
16. "Blue Straws"
17. "The Birds They Sing In You"